# 모잘록병

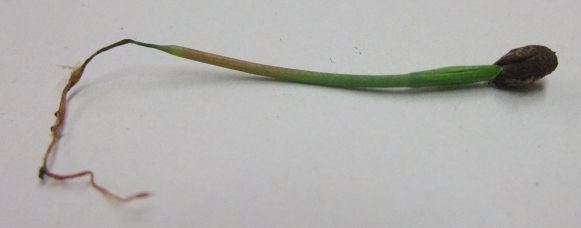
곰팡이에 공격당한 테다소나무 묘목

모잘록병 또는 입고병(立枯病. Damping off)은 씨앗이 발아한 전후 또는 묘목을 죽이거나 약화시키는 여러 가지 병원체에 의해 발생하는 식물병이다. 축축하고 볕이 들지 않는 서늘한 환경에서 가장 흔하게 발생한다. 씨앗의 활력이 떨어지거나 너무 깊이 심어져서 묘목의 연약한 부분이 토양에 장기간 노출되었을 때에도 발병이 심하게 일어난다.
전 세계에서 묘포에서 수종을 가리지 않고 발생하는 병이며, 묘목 생산에 큰 차질을 준다. 주로 파종한 당년의 묘목에서 크게 발생하며, 묘포장에 불규칙하게 일어난다.

## 병징
모잘록병에는 다양한 병징들이 있는데, 이것들은 이 병을 유발할 수 있는 다양한 병원체들이 반영된다. 하지만, 이 모든 병징으로 인해 특정 개체군에 있는 일부분의 묘목들이 죽게 된다.
어린 묘목이 땅 위로 올라 온 후 지제부가 흑갈색으로 변하고 줄기가 잘록해져 쓰러지는 출아후 모잘록과 땅 속에서 발아 전후에 부패하는 발아전 모잘록병이 있다. 발병 양상은 병원균의 병원성 및 밀도, 토양조건 등에 따라 변한다. 묘목이 성장한 후에는 병이 지속되지 않는다. 간혹 1~2년생 이상의 묘목에서 뿌리나 줄기의 밑동이 썩어 도복되는 일이 있다.
묘목 집단이 울퉁불퉁한 원형 딱지를 만든 채 고사하며 때때로 지상에 있는 줄기에 병변이 생긴다. 묘목의 활력이 떨어짐에 따라 줄기가 얇아지고 거칠어진다. 잎점무늬 병징의 경우 줄기와 잎에 귀부균이 자라는 것처럼 다른 증상을 동반하기도 한다. 뿌리는 간혹 전부 썩어버리거나 변색된 밑동이 남기도 한다.

## 병원균
여러 종류의 곰팡이 및 곰팡이 유사생물들이 모잘록병의 병징을 일으킨다. 여기에는
- 알테르나리아속 (Alternaria) – 잎점무늬 병징을 일으키는 균류이다.[3]
- 귀부균 (Botrytis cinerea)- 곰팡이의 하나로 이 곰팡이가 발생시키는 병징은 종종 다른 병징을 동반한다.[3]
- 푸사리움속 (Fusarium)[1]
- Macrophomina phaseolina
- Phyllosticta – 잎점무늬 병징을 일으키는 균류의 한 속이다.[3]
- 파이토프토라속 (Phytophthora) - 구성 종들이 전 세계적으로 농작물에 막대한 경제적 손실을 일으키며 자연 생태계에까지도 환경적 피해를 주는, 식물을 가해하는 난균류의 한 속이다.[4]
- 슈도모나스속 (Pseudomonas) – 세균성 잎점무늬 병징을 일으키는 세균 속이다.[3]
- 피티움속 (Pythium) - 기생성 난균류의 한 속으로. 한때는 균류로 분류되었고 지금도 간혹 균류로 취급하기도 한다. 라이족토니아 솔라니와 함께 피티움속의 공격은 죽은 묘목에서 거칠거칠한 원형 딱지를 생성하는 것과 가장 관련이 있다.[3]
- 라이족토니아속 (Rhizoctonia) - 전 세계에서 매우 넓은 기주 범위 및 분포지를 가진 곰팡이 속이다.[4]
- 흰비단병균 - 부후고약버섯과에 속하는 고약병균류 곰팡이이다 . 선택적인 식물병원체이며 농작물에 '남부마름병'을 일으키는 병원 요인이다.[5][6]
- Thielaviopsis - 소자낭균목에 있는 소형 곰팡이 속이다. 이 속에는 일부 중요한 농업 병원체가 들어간다.[7][8]

## 예방

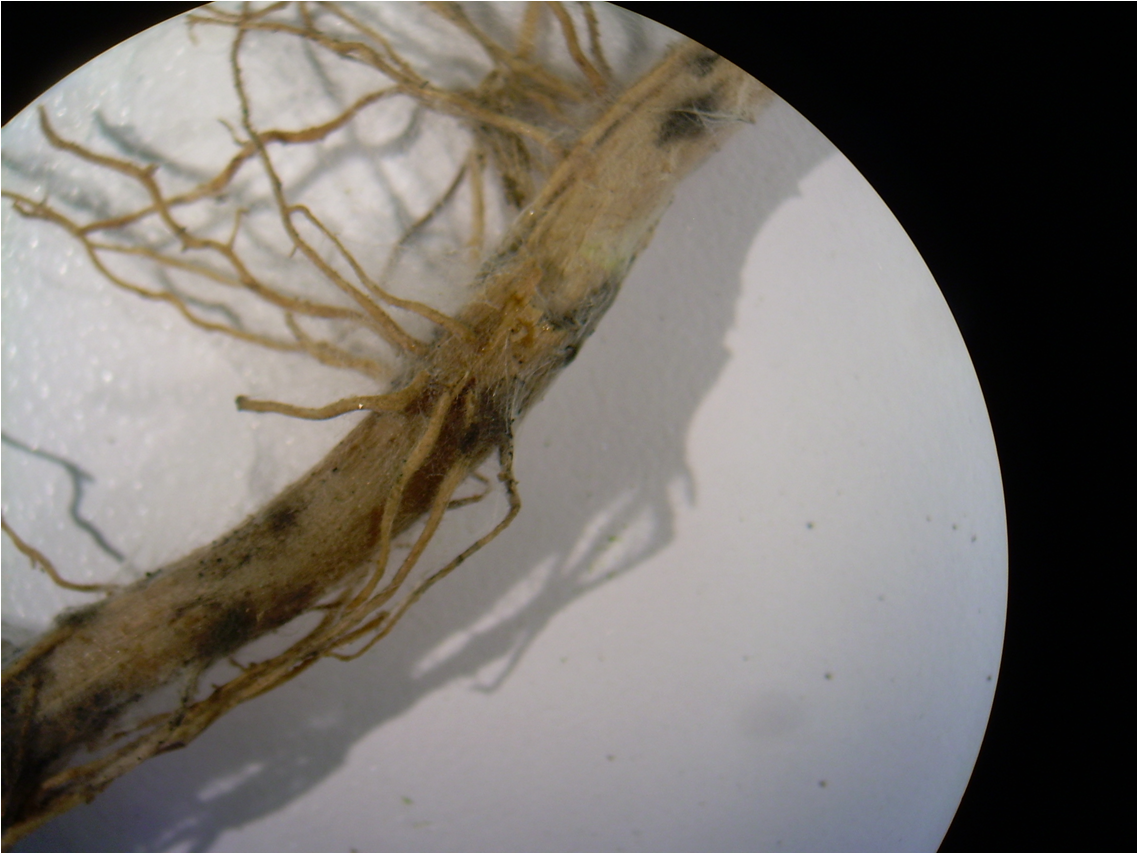
라이족토니아 솔라니(Rhizoctonia solani)의 모잘록병이 드러난 옥수수 뿌리, 0.63X 배율

모잘록병은 몇 가지 다른 방법으로 예찰 및 방지할 수 있다. 멸균된 배지에 파종하는 것은 효과적일 수 있지만, 곰팡이의 포자가 씨앗 자체 묻거나 파종 후 (물이나 바람에 의한 전반으로) 배지에 유입될 수 있다. 병원균의 생존을 줄이기 위해 병든 식물을 제거하고 폐기하며, 포자의 생존율을 올려주는 먼지, 식종 매체, 토양 입자를 제거하기 위해 용기를 멸균한다. 더 나은 대기 순환으로 건조한 상태를 유지하는 것은 식물병의 확산을 방지하는 데 도움이 되지만, 곰팡이의 발아를 예방하거나 지연시킬 수도 있다.권장되는 살균제(예: 구리산염화물)로 토양에 살포하거나 흠뻑 적시는 것도 병을 억제하는 데 도움이 된다.
영국에서는 '체전트'(Cheshunt)이라는 구리 기반 살균제 화합물이 모잘록병을 방제하는 데 전문 정원사와 아마추어들 사이에서 널리 사용되었으나 2010년 11월에 판매에서 전량 철수했다. (2011년 11월 30일까지 합법 사용이 가능했다.) '체전트'는 영국 허트포드셔 체전트에 있는 농업연구위원회 실험국에서 개발한 황산구리와 탄산암모늄의 혼합물로, 정원사가 혼합하거나 이미 만들어진 제품을 살 수 있었다.